# Sloviansk
Sloviansk (ucraïnès: Слов'янськ, rus: Славянск) és una ciutat de l'óblast de Donetsk a Ucraïna, i el centre administratiu del raion de Sloviansk. Està situada a 96 km al nord de Donetsk.

## Història
La fortalesa de Tor fou construïda en l'actual emplaçament de la vila el 1676. L'explotació de la sal començà poc després a la rodalia i donà lloc a un important comerç. La localitat fou rebatejada com a Sloviansk el 1784, una deformació de Solevansk, literalment «Vila de la sal». Fins i tot avui la producció de sal de la vila és una de les més importants d'Europa. Des de principis del segle xx, la vila s'especialitzà en el camp de la indústria química. Sota l'Imperi Rus Sloviansk va formar part de la gubèrnia de Iekaterinoslav. La ciutat és coneguda pels seus primers establiments de cures mitjançant banys de fang oberts a la fi del segle xix.

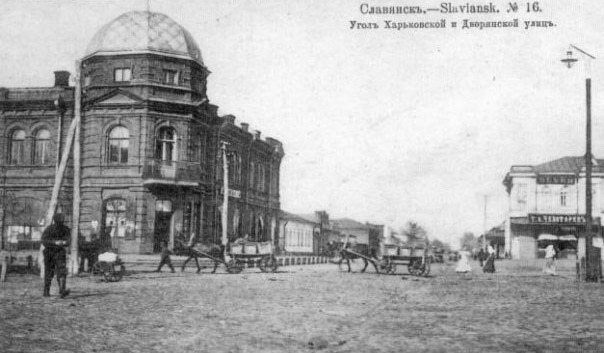
Xamfrà del carrer de la Noblesa i del carrer de Khàrkov, vers 1900.

Els bolxevics es van apoderar del poder a Sloviansk el 2 d'octubre del 1917 (segons el calendari julià). Fou ocupada pels alemanys el 20 d'abril del 1918. L'exèrcit blanc de Denikin s'hi instal·là de maig a novembre del 1919. El general de l'exèrcit blanc Kutepov hi arribà a la tardor. El novembre del 1919, el poder s'instal·là a la regió. El 1922, dos establiments de repòs i les datxes expropiades van ser aplegades per fundar un establiment termal de 750 places. La industrialització de la vila va començar vers els anys 30.
L'estació termal obtingué l'estatut d'establiment a escala de tota la Unió Soviètica el 1934. El teatre dramàtic rus fou inaugurat el 1938. Poc abans del començament de la guerra, la vila posseïa una vintena d'empreses industrials de nivell de la Unió o de nivell de la república, així com vuit sanatoris. Hi havia quatre clíniques en servei per a una població total de més de 75.000 habitants, a més de cinc policlíniques, vint-i-tres establiments escolars, sis escoles especialitzades i escoles professionals en el camp de la química o dels ferrocarrils. Sloviansk disposava també de nou cinemes i vint-i-tres biblioteques.
La vila fou ocupada per l'Alemanya Nazi el 25 d'octubre de 1941. Vint-i-cinc fàbriques foren destruïdes. Comandos especialitzats de les Waffen-SS incendiaren més d'una vintena d'establiments escolars i superiors, entre els quals l'escola tècnica, així com la planta generadora d'electricitat i feren saltar pels aires dos ponts damunt el riu Torets. El teatre fou incendiat quan l'exèrcit alemany marxà de la ciutat, així com les clíniques i més d'un miler de cases. L'Exèrcit Roig alliberà Sloviansk el 6 de setembre del 1943
A les eleccions presidencials del 2004, els seus habitants es van decantar per Ianukòvitx en un 90,98% i per Iúsxenko en un 6,7%.

### Disturbis de la primavera del 2014

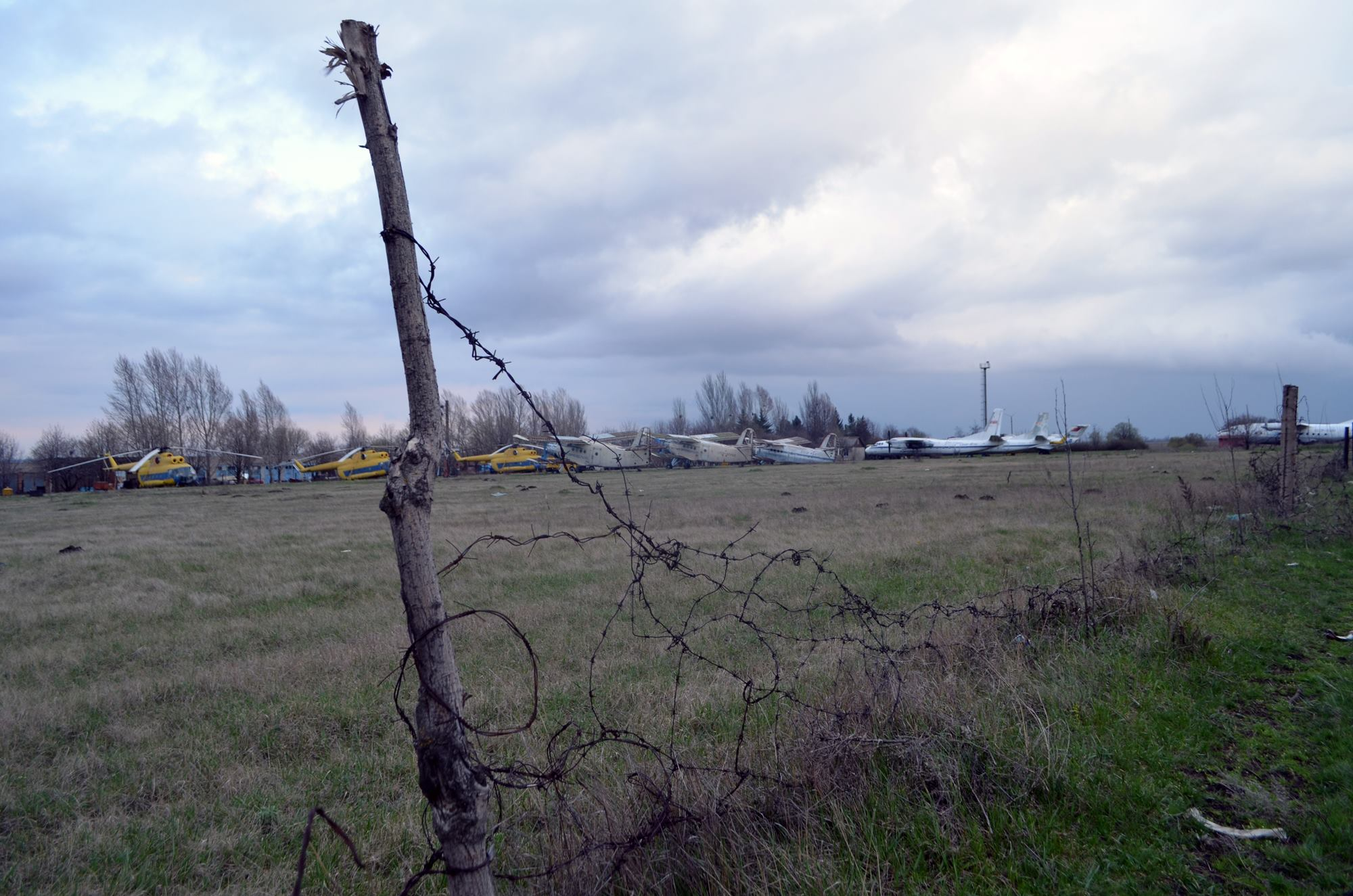
Vista del helicòpters enviats per Kíiv el 14 d'abril del 2014, a la rodalia de la ciutat, vers Kramatorsk.

El març i abril del 2014, la vila, la població de la qual és majoritàriament russòfona i que no reconeix el govern interí sorgit de l'EuroMaidan, fou presa de moviments d'agitació, i fins i tot s'arribà a proclamar una independent «República Popular de Donetsk». Igualment, després de l'estacionament el 14 d'abril del 2014 d'una columna de blindats de l'exèrcit ucraïnès, comandada pel general Valeri Krutvo, la tensió s'hi va incrementar. Aquest últim, en relació als agitadors que titllà de «terroristes», va afirmar Cal advertir-los: si no deposen les armes els liquidarem.
Les tropes ucraïneses enviades pel govern central de Kíiv van encerclar la vila el 15 d'abril amb una vintena de blindats i 500 homes. Nèlia Xtepa, alcaldessa de la vila deposada per la població, declarà en una entrevista a Kíiv el dimarts 15 d'abril que «calia desempallegar-se dels prorussos que, segons ella, terroritzaven la vila». Aquest propòsit suscità la indignació de l'alcalde de facto de Slaviansk, Viatxeslav Ponomariov. L'endemà, una partida de blindats enviats per Kíiv van canviar de bàndol i es van posar de part dels partidaris de la federalització (no és segur si van ser capturats o bé es va tractar d'una deserció). La multitud va deixar que altres soldats tornessin a la seva base de Dnipropetrovsk. Segons les declaracions dels soldats enviats per Kíiv, cap «no tenia intenció de disparar sobre els seus compatriotes».
El dissabte 19 d'abril es va produir un tiroteig contra un punt de control d'activistes russòfons, amb el resultat d'entre una i cinc morts, segons les fonts. Aquest fet va suposar el trencament de la treva tàcita que s'havia mantingut després de les converses a quatre bandes (Estats Units, Unió Europea, Ucraïna i Rússia) i els acords presos a Ginebra.
El dia 5 de juliol la ciutat va quedar en mans del govern ucraïnès després que els milicians russòfons, encerclats per l'exèrcit que atacava el centre i nord de la ciutat, marxessin en direcció a la ciutat de Donetsk. Així ho confirmà la premsa local ucraïnesa i els testimonis presencials dels fets els quals indicaven que els rebels havien format diverses columnes i es van traslladar a bord de vehicles blindats, camions i jeeps a la propera Kramatorsk (a 15,5 km al sud). Poc després van abandonar aquesta i altres ciutats del nord de la República Popular de Donetsk concentrant les seves forces a la capital provincial a 111 km al sud de la seva posició.

## Demografia
| 1860  | 1897   | 1923   | 1926   | 1939   | 1959   | 1970    | 1979    | 1989    | 2001    | 2013    |
| ----- | ------ | ------ | ------ | ------ | ------ | ------- | ------- | ------- | ------- | ------- |
| 9.300 | 15.792 | 21,410 | 28.385 | 77,842 | 82.784 | 124.183 | 140.256 | 135.300 | 124.829 | 117.695 |

## Economia
Actualment la indústria principal és la construcció de màquines. La fàbrica Betonmash produeix plantes mescladores de formigó, i la fàbrica Slavtyazhmash d'enginyeria pesada produeix forns de coc. La planta mecànica Slavonic, molt ben equipada, empra aproximadament quatre-centes persones. Artem produeix armadura aïllant. Hi ha una fàbrica d'aïllants d'alta tensió per a les centrals hidroelèctriques i les centrals elèctriques tèrmiques.
Així mateix, actualment la ciutat és un centre important de turisme de salut.

## Personatges destacats
- Mikola Xmatkó (1943-): pintor i escultor ucraïnès